# Patrick Bouvier Kennedy
Ne doit pas être confondu avec Patrick Kennedy (homonymie), Bouvier ou Kennedy.
Patrick Bouvier Kennedy, né le 7 août 1963 à l'Otis Air National Guard Base, à Bourne dans le Massachusetts et mort le 9 août 1963 à Boston, est le plus jeune enfant du président américain John Fitzgerald Kennedy et de Jacqueline Kennedy-Onassis, née Jacqueline Bouvier. Il est le frère cadet d'Arabella Kennedy (mort-née en 1956), Caroline Kennedy et John Fitzgerald Kennedy, Jr.

## Naissance et décès néonatal
Patrick Bouvier Kennedy naît prématurément, après 34 semaines de grossesse, par césarienne à l'hôpital de la base de la Garde nationale aérienne d'Otis où sa mère a été conduite en urgence le 7 août 1963. Il pèse 2,11 kg. Il est le quatrième et dernier enfant de John Fitzgerald Kennedy, 35e président des États-Unis, et de son épouse Jacqueline Kennedy, Première dame des États-Unis. Il est le premier enfant d'un président américain né pendant le mandat de son père depuis Esther Cleveland en 1893, fille de Grover Cleveland.
Il est transféré ensuite au Boston Children's Hospital pour être soigné, notamment dans une chambre hyperbare. Il meurt à l'âge de 2 jours, plus précisément 39 heures, le 9 août d'un syndrome de détresse respiratoire (SDR), également nommé maladie des membranes hyalines (MMH) chez le nouveau-né. Patrick Bouvier Kennedy est inhumé le 10 août, initialement au cimetière de Brookline dans le Massachusetts, ville de naissance de son père. Après ce drame, Kennedy débloqua des fonds, 265 millions de $ courants, soit 2,1 milliards de $ constants, pour la recherche sur les nouveau-nés. Aujourd'hui, le SDR dans ce genre de cas peut être résolu avec l'exosurf (en).
Ce drame intime rapproche le couple présidentiel quelques semaines avant l'assassinat de John F. Kennedy, le 22 novembre de la même année à Dallas. Peu après l'assassinat de leur père, les corps de Patrick et d'Arabella sont transférés, le 5 décembre suivant, au cimetière national d'Arlington aux côtés de celui-ci. Leur mère les rejoint le 23 mai 1994 dans le caveau familial au-dessous du mémorial de la flamme éternelle John F. Kennedy (en).